# Drôles d'oiseaux (film, 2017)
Pour les articles homonymes, voir Drôles d'oiseaux.
Ne doit pas être confondu avec Drôles d'oiseaux (film, 2012).
Pour plus de détails, voir Fiche technique et Distribution.
Drôles d'oiseaux est une comédie dramatique française réalisée par Élise Girard et sortie en 2017.

## Synopsis
Mavie est une jeune fille qui vient d'arriver à Paris et loge chez une amie. Dans un café, elle tombe sur une annonce qui propose des heures de permanence dans une librairie de la rue de la Montagne-Sainte-Geneviève. Elle décide de postuler et rencontre un homme âgé, Georges, râleur, désabusé et misanthrope. Son caractère l'intrigue et la fascine. Une histoire d'amour platonique va les lier jusqu'au départ forcé de Georges qui se révèle être un ancien membre des Brigades rouges italiennes en exil.
La douleur du départ passée, Mavie rencontre un jeune homme sensible et engagé. Elle part habiter en province.

## Fiche technique
- Titre : Drôles d'oiseaux
- Réalisation : Élise Girard
- Scénario : Élise Girard et Anne-Louise Trividic
- Photographie : Renato Berta
- Montage : Thomas Glaser
- Décors : Caroline Leroy
- Costumes : Mélodie Ras
- Musique : Bertrand Burgalat
- Producteur : Janja Kralj, Marc Simoncini
  - Producteur exécutif : Maria Blicharska
  - Producteur associé : Angelo Laudisa
- Société de production : KinoElektron, Reborn Production et Mikino
- Distribution : Shellac
- Pays de production :  France
- Durée : 70 minutes
- Dates de sortie : 31 mai 2017 en France

## Distribution
- Jean Sorel : Georges / Giorgio
- Lolita Chammah : Mavie
- Virginie Ledoyen : Felicia
- Pascal Cervo : Roman
- Ronald Chammah : Antonio
- Bernard Alane

## Production
Ce film est dédié à Jean-Marie Rodon